# Wildermieming
Wildermieming è un comune austriaco di 923 abitanti nel distretto di Innsbruck-Land, in Tirolo.